# Коктейльное платье
Коктейльное платье или платье-коктейль (англ. Cocktail dress) — укороченное женское платье для торжественных случаев без воротника и рукавов. Изначально появилось в США в разгар «сухого закона» в процессе демократизации вечернего платья. Рассчитанное на очень юную особу, оно едва закрывало колени, следовало последним веяниям моды и шилось из дорогих, но не роскошных тканей. В нем можно было танцевать чарльстон. К коктейльным платьям полагались специальные аксессуары: крошечные сумочки, расшитые стеклярусом, куда помещались только деньги, пудреница и портсигар; открытые туфельки с ремешками под цвет платья; длинные, до локтя, перчатки; крошечная шляпка-шлем.
В настоящее время коктейльное платье является неотъемлемым атрибутом формального дресс-кода для корпоративных мероприятий, семейных праздников, вечеринок. Коктейльное платье предназначено для посещения солидных ночных клубов и казино или для свидания в ресторане. Как правило, его надевают на официальные торжественные мероприятия, начинающиеся до семи часов вечера. Летнее коктейльное платье — более открытое. Оно насыщено яркими цветами и выполнено из легкого шелка или шифона. Традиционными цветами для зимы остаются черный и красный, однако также активно используются глубокий синий и фиолетовый. Из материалов используются бархат или атлас. Более предпочтительной считается однотонная цветовая гамма. Но также очень популярным цветом является серебряный.